# Louise Villeneuve
Louise Villeneuve, född före 1771, död efter 1799, var en operasångare. Hon är känd som den första Dorabella i Così fan tutte av Mozart. 
Hon var elev till Jean-Georges Noverre och troligen den Mademoiselle Villeneuve som var engagerad vid Noverres sällskap 1771–1774. Hon uppmärksammades första gången i Milano 1786. Mellan 1787 och 1791 var hon verksam i Wien, där hon agerade i flera berömda roller. Hon återvände år 1791 till Italien, där hon var verksam till åtminstone 1799, men hennes karriär sedan hon lämnat Wien är blygsamt uppmärksammad.  